# Josep Maria Chiquillo Barber
Josep Maria Chiquillo Barber (Sumacàrcer, 24 de novembre de 1964) és un polític valencià, diputat al Congrés dels Diputats en la V, VI, XI i XII legislatures i Senador en la VIII i IX Legislatures.

## Biografia
És llicenciat en dret per la Universitat de València, especialitzat en dret públic. Membre de Lo Rat Penat i militant inicialment a Unió Valenciana, fou assessor de l'ajuntament de València (1988-1994) i vocal de la Societat AUMSA (1992-1994). Fou diputat per la província de València des de 1994, en substitució de Vicent González i Lizondo, on fou vocal suplent de la Diputació Permanent del Congrés dels Diputats, i també després de les eleccions de 1996. Ha estat secretari de política institucional d'UV fins al 2005.
A les eleccions generals espanyoles de 2004, 2008 i 2011 fou escollit senador per la província de València pel Partit Popular, si bé no abandonaria Unió Valenciana fins a 2005, poc després que la candidatura a què donava suport, liderada per Amparo Picó, fóra derrotada per la de Joaquín Ballester. A les eleccions generals espanyoles de 2015 i 2016 fou escollit novament diputat.